# Helicia reticulata
Helicia reticulata är en tvåhjärtbladig växtart som beskrevs av Wen Tsai Wang. Helicia reticulata ingår i släktet Helicia och familjen Proteaceae. Inga underarter finns listade i Catalogue of Life.